# Ulricehamns rockklubb
Urk (Ulricehamns rocklubb) var en Punkrockklubb och musikförening i Ulricehamns kommun. De flesta spelningarna hölls i Tvärreds bygdegård. Några, bland andra Dag Vag, gjordes i större lokaler. Föreningen drevs av bland andra Lennart Persson och Anders ”Staken” Andersson. Staken gjorde mindre arr hemma under namnet ”Stakens vind”. Föreningen var aktiv under slutet av 1970-talet och tidigt 1980-tal. URK blev en relevant del av den svenska punkens framfart och räknas idag som en av de mest legendariska rockklubbarna tillsammans med bland annat Errols. Med sitt avlägsna och isolerade läge blev klubben snabbt populär bland artister och besökare från hela landet, Cortex var ett av de band som ofta syntes på scenen.

## Artister och band som stått på scen (urval)
- Cortex
- Tant Strul
- Pink Champagne
- Commando M Pigg
- GLO
- Liket Lever
- Garbochock
- Kai Martin & Stick!
- Lolita Pop
- Slobobans Undergång
- Cosmic Overdose
- Ståålfågel
- TT Reuter
- Kräldjursanstalten
- Managing Directors